# Titus Steel
Titus Steel, nato Titus-Gabriel Patrascu (Bucarest, 31 marzo 1975), è un attore pornografico rumeno.

## Biografia
Ha esordito nel 1996 nelle produzioni Magma e MMV (No Limit, Sex Support). Dal 2006 è sposato con l'attrice Jasmine Rouge.
Dal 2010 collabora col progetto pornografico interattivo Saboom. L'ultimo film in cui è comparso è Anal Attack 3, del 2011,
con il connazionale Mugur e gli ungheresi Nick Lang, Frank Major e Lauro Giotto.

## Filmografia
- Erotic Streetlife 24: Rendezvous with Buddy (1996)
- Rain Man (1996)
- Sex Support (1996)
- Augenblick 1 (1997)
- Bose Madchen 7 (1997)
- Der geile Pornodreh (1997)
- Familie Flodder 1 (1997)
- Familie Flodder 2 (1997)
- Familie Flodder 4 (1997)
- Familie Flodder 5 (1997)
- Fourplay (1997)
- Fuck Ahoy (1997)
- Helen's Hot Babes (1997)
- No Limit (1997)
- Orgasmeninferno (1997)
- Very British (1997)
- 18 and Eager 9 (1998)
- Bose Madchen 10 (1998)
- Bose Madchen 11 (1998)
- Bose Madchen 12 (1998)
- Bose Madchen 13 (1998)
- Bose Madchen 9 (1998)
- Der junge Casanova (1998)
- Dr. Baxter's Schock Therapie (1998)
- Electric Women (1998)
- Fickness Studio (1998)
- Frau Doktor Arztin aus Leidenschaft (1998)
- Freche Biester: Versaut verfickt einfach geil (1998)
- Im Puff auf St. Pauli 1 (1998)
- Im Puff auf St. Pauli 2 (1998)
- Jeannie (1998)
- Madchen Internat 1 (1998)
- Politesse (1998)
- Polizei Akademie (1998)
- Rotzfreche Internats-Goren (1998)
- Skandal im Madcheninternat (1998)
- Spanner 2 (1998)
- Teenager in Love (1998)
- Turkische Anal Parade (1998)
- Turkish Twats (1998)
- Und wieder eine total Versaute Familie (1998)
- Anales Casting 2 (1999)
- Autostop - Sie schlucken kein Benzin (1999)
- Babewatch 3 (1999)
- Bose Madchen 15 (1999)
- Brandy schluckt am tiefsten (1999)
- Braut (1999)
- Das diebische Trio (1999)
- Diabolische Geschwister (1999)
- Drei Engel fur Charlie (1999)
- Durchtrieben und gemein (1999)
- Ferkel 3 (1999)
- Sex-Therapie (1999)
- Spanner 4 (1999)
- Uromania 1 (1999)
- Uromania 3 (1999)
- Agentur Seitensprung (2000)
- Back Doors of Prague 4 (2000)
- Bose Madchen 16 (2000)
- Bose Madchen 17 (2000)
- Bose Madchen 18 (2000)
- Busen Wunder (2000)
- Czech Xtreme 4 (2000)
- D.R.U. (2000)
- Explosiv (2000)
- Ferienclub (2000)
- Herr Doktor meine Pflaume juckt (2000)
- Internat (2000)
- Jagdsaison (2000)
- Naturbusen (2000)
- Orgasmusschule (2000)
- Rauch die spinnt wohl (2000)
- Sanatorium (2000)
- Schone Bescherung (2000)
- Studentinnen (2000)
- Supergirl: Titten aus Stahl (2000)
- Treulose Tomaten (2000)
- Uromania 5 (2000)
- Versaute Anwaltin (2000)
- Ariella die versaute Meerjungfrau (2001)
- Au-pair Affair (2001)
- Bezaubernde Hexen (2001)
- Car Napping (2001)
- Doctor Is In (2001)
- Fraueninsel (2001)
- Futterungs-Zeit fur susse Ferkel (2001)
- German Beauty (2001)
- Imperium (2001)
- Junge Zicken (2001)
- Liebestolle Nixen im Sperma-Rausch (2001)
- Pension pervers (2001)
- Quickies Die schnelle Nummer 1 (2001)
- Sex Freaks (2001)
- Sex Hexen (2001)
- Skrupellose (2001)
- Slave Dolls (2001)
- Sperma Hotel (2001)
- Titten Konigin 2 (2001)
- Unbeugsame (2001)
- Uromania 9 (2001)
- Verbotene Spiele im Studenten-Wohnheim (2001)
- Villa Amoroso (2001)
- Wildkatzen 1 (2001)
- Aktenzeichen XY durchgefickt 3 (2002)
- Anal Intensive 1 (2002)
- Assman 21 (2002)
- Assman 22 (2002)
- Blackout (2002)
- Chasin Tail 2 (2002)
- Chasin Tail 3 (2002)
- Darmgefickte Dildofotzen (2002)
- Deal (2002)
- Debauchery 12 (2002)
- Donna d'Onore (2002)
- Ich bin der Boss (2002)
- Madchen Casting (2002)
- Mein Tagebuch: Die intimen Geheimnisse eines Teenagers (2002)
- Natacha (2002)
- Rampage 5 (2002)
- Real Big Boobs 2 (2002)
- Schwester Mandy bitte zur Visite (2002)
- Sex Attack Berlin 9: Freistoss ins Arschloch (2002)
- Sexy Eyes (2002)
- Sommertagstraum (2002)
- Sperm Letters (2002)
- Teeny Exzesse 68: Kesse Bienen (2002)
- Verdammt zur Sunde (2002)
- Alfredino - Il Silenzio dell'Amore (2003)
- Double Parked 7: Highway Check Point (2003)
- Entfuhrung (2003)
- Kuschel Titten 6 (2003)
- Paare Privat (2003)
- Pickup Lines 79 (2003)
- Pizza Africana (2003)
- Rosalia Catanese (2003)
- Scent of Desire (2003)
- Sex Attack Berlin 16: Teenie-Torten sahnen ab (2003)
- Tyra Misoux's Sexy Business (2003)
- Ass Angels 2 (2004)
- Collateral Cuties (2004)
- Dark Side of Rocco (2004)
- Delirio 2: La Fine del Sogno (2004)
- Destino (2004)
- Double Parked 10: Lot Full (2004)
- Enjoy 5 (2004)
- Pleasures Of The Flesh 9 (2004)
- Sandy's Girls 1 (2004)
- Superfuckers 24 (2004)
- Teen Sensations 9 (2004)
- Three for All 5 (2004)
- Torero 7 (2004)
- 18 Year Old Pussy 8 (2005)
- Anal Asspirations 1 (2005)
- Ass Crackin' 7 (2005)
- Hardcore Fever 1 (2005)
- Luna Piena (2005)
- Lydia Pirelli (2005)
- Pleasures Of The Flesh 12 (2005)
- Pure Anal 1 (2005)
- Textbook Pussies 2 (2005)
- Young and Tasty 1 (2005)
- 2 on 1 Just for Fun (2006)
- Anal Driller 10 (2006)
- Ass Reamers 3 (2006)
- Assman 29 (2006)
- Asstravaganza 2 (2006)
- Bettgefluster (2006)
- Cute Little Asses 4 (2006)
- Filled To The Rim 2 (2006)
- High Class Eurosex 6 (2006)
- Naughty Newbies 1 (2006)
- Private XXX 30: All You Need is Sex (2006)
- Seductive 1 (2006)
- Swallow the Cum 1 (2006)
- Swallow the Cum 2 (2006)
- Swank XXX 11 (2006)
- Teenage Jizz Junkies 3 (2006)
- Adulterer (2007)
- All Internal 1 (2007)
- Anal Teen Tryouts 14 (2007)
- Ass I Am (2007)
- Ass Traffic 3 (2007)
- Cotton Panties 5 (2007)
- Crack Her Jack 8 (2007)
- Cute Little Asses 5 (2007)
- Denim Dreams 1 (2007)
- Denim Dreams 2 (2007)
- Dietro da Impazzire 9 (2007)
- Dirty Wicked Bitches 2 (2007)
- DP Fever 3 (2007)
- Dressed Up Cuties (2007)
- Footsie Babes 4 (2007)
- Gent 13 (2007)
- Groupies 2 (2007)
- Hey Gang Teach Me To Bang 6 (2007)
- Just 18 10 (2007)
- Latex Lovers 1 (2007)
- Look What's Up My Ass 10 (2007)
- MMV Mega Stars (2007)
- Naughty Nurses (2007)
- Oh Boy That's A Big Toy 5 (2007)
- Oiled and Spoiled 1 (2007)
- Oiled and Spoiled 2 (2007)
- Outfitted For Sex 1 (2007)
- Prime Cups 1 (2007)
- Prime Cups 3 (2007)
- Raul Cristian's Sperm Swap 3 (2007)
- Semen Shots 10 (2007)
- Sexy Secretaries 1 (2007)
- Sexy Secretaries 2 (2007)
- Skinny Dippin And Cum Drippin 3 (2007)
- Soaked Stockings 1 (2007)
- Swank XXX 13 (2007)
- Tempter 1 (2007)
- Ti Voglio Dentro 2 (2007)
- Twice The Fun 1 (2007)
- Working Girls 1 (2007)
- All Internal 7 (2008)
- All Internal 8 (2008)
- All Internal 9 (2008)
- Ass Traffic 5 (2008)
- Benzinaia Ha Fatto il Pieno (2008)
- Born To Be Sexy (2008)
- Cacciatrice di Taglie (2008)
- Cock Handlers (2008)
- Cook or Cock (2008)
- Cum For Cover 1 (2008)
- Cum For Cover 2 (2008)
- Cumming Clean (2008)
- Dildo-Notdienst (2008)
- Domina (2008)
- Doppio Piacere (2008)
- Double Trouble (2008)
- Dress 2 Impress (2008)
- Easy Girl (2008)
- Foot Fever 1 (2008)
- Full House (2008)
- Gangbang Junkies 1 (2008)
- Great Big Boobies 4 (2008)
- Groupies 3 (2008)
- Latex Lovers 2 (2008)
- Mad Sex Party: Cunt Carnivale and Paint Party (2008)
- Mad Sex Party: Grand Opening and Poolgirls (2008)
- Mad Sex Party: Pussy Mansion (2008)
- MILF Thing 2 (2008)
- MILF Thing 3 (2008)
- More Bang For The Buck 1 (2008)
- My Evil Sluts 2 (2008)
- Mystic Eyes (2008)
- Outfitted For Sex 2 (2008)
- Passionate Couples 2 (2008)
- Pigtail Puppets 5 (2008)
- Prime Cups 4 (2008)
- Prime Cups 5 (2008)
- Private Gold 100: Pornolympics: the Anal Games (2008)
- Rudolfs: Friss den Kolben (2008)
- Scent Of Pleasure (2008)
- Sex Bus (2008)
- Sexy Secretaries 4 (2008)
- Soaked Stockings 2 (2008)
- Soaked Stockings 3 (2008)
- Sperm Swap 5 (2008)
- Swank XXX 14 (2008)
- Swank XXX 15 (2008)
- Tamed Teens 4 (2008)
- Tamed Teens 5 (2008)
- Tamed Teens 6 (2008)
- tASStosterone (2008)
- Teen Euro 1 (2008)
- Toys Then Boys 2 (2008)
- Tramp Champs 2 (2008)
- Trampy Lingerie 1 (2008)
- Twice The Fun 2 (2008)
- Under The Lash (2008)
- Venuta dallo Spazio (2008)
- Working Girls 2 (2008)
- 3, 4 and More (2009)
- Ass Traffic 6 (2009)
- Big Butt Attack 6 (2009)
- Casta (2009)
- Club Girls Hardcore 2 (2009)
- Cum For Cover 3 (2009)
- Cum For Cover 4 (2009)
- Cum For Cover 5 (2009)
- Cum For Cover 6 (2009)
- Double Passion (2009)
- DP County (2009)
- Dress Me Up 2 (2009)
- Gangbang Junkies 2 (2009)
- Gangbang Junkies 3 (2009)
- Gangbang Junkies 4 (2009)
- Groupies 5 (2009)
- MILF Thing 4 (2009)
- MILF Thing 5 (2009)
- Mio padre E un boss (2009)
- My 1st Gang Bang 5 (2009)
- My Evil Sluts 4 (2009)
- Night Fever 2 (2009)
- Pay You With My Mouth (2009)
- Regole Del Mio Sesso (2009)
- Rudolfs 2: Renovierung des Betriebs (2009)
- Sperm Swap 6 (2009)
- Sperm Swap 7 (2009)
- Stilista (2009)
- Tamed Teens 7 (2009)
- Teens Violated (2009)
- All Internal 14 (2010)
- All Star POV (2010)
- Ass Titans 4 (2010)
- Ass Traffic 8 (2010)
- Big Boobs Alert 1 (2010)
- Big Butt Attack 9 (2010)
- Codice D'Onore (2010)
- Cruel Media Conquers Romania (2010)
- Cum For Cover 7 (2010)
- DP Chicks (2010)
- Girl's Wish (2010)
- Latina Deluxe 5 (2010)
- Natural Headlights (2010)
- Prime Cups 9 (2010)
- Private Specials 30: College Girls Love Double Creampies (2010)
- Private Specials 35: 6 Teachers Take It Up The Ass (2010)
- Teen-O-Rama (2010)
- You're in the Army (2010)
- Anal Attack 3 (2011)
- Anal Farm Girls (2011)
- Pop Till U Drop (2011)
- All Internal 19 (2012)
- All Internal 20 (2012)
- Amazing Headlights 2 (2012)
- Anal Attack 10 (2012)
- Big Rack Attack 3 (2012)
- Cruel DPs 1 (2012)
- Cruel DPs 2 (2012)
- Cum for Cover 8 (2012)
- Fill Her Up (2012)
- In Anal Sluts We Trust 5 (2012)
- Sex With The Legal Teen 2 (2012)
- Tolleranza Zero (2012)
- Untamed Teens 2 (2013)